# Da Hong Pao

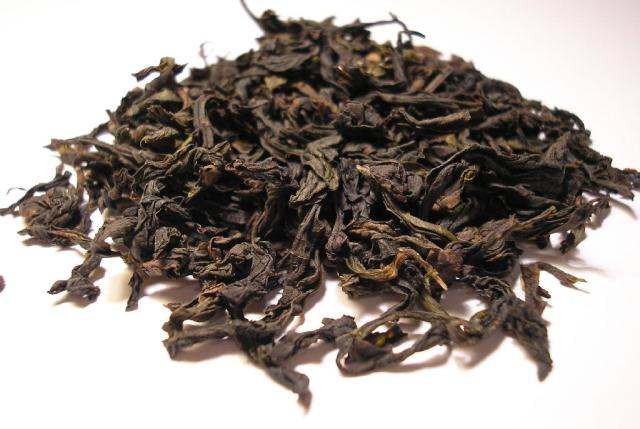
Da Hong Pao – auch Dahongpao, ein Oolong-Tee.

Da Hong Pao (chinesisch 大紅袍 / 大红袍, Pinyin dàhóngpáo, Jyutping Daai6hung4pou4 – „große rote Robe“) ist ein Wuyi-Felsentee, der auf den steilen Felsen des Wuyi-Gebirges im Norden der ostchinesischen Provinz Fujian in China angebaut wird. Es ist ein halbfermentierter, dunkler Oolong-Tee. Da Hong Paos besitzen ein charakteristisches Aussehen und ein leicht rauchiges Aroma. Bessere Qualitäten besitzen einen sanften, eher fruchtigen Charakter mit süßlicher Note.

## Geschichte

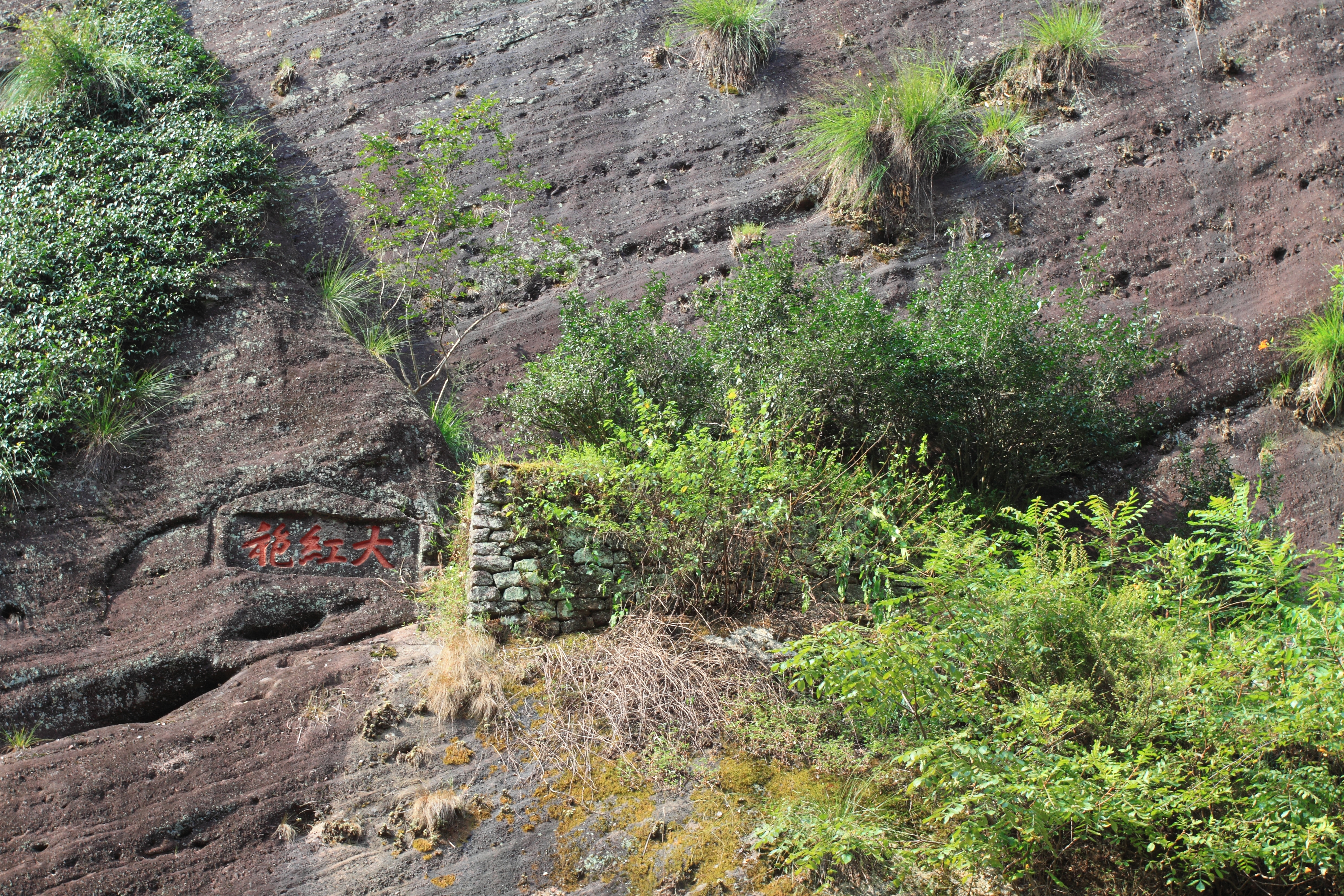
Alte Dahongpao-Teebüsche am Wuyi Shan

Sein Name erhielt der Tee der Legende zufolge dadurch, dass die Mutter eines Kaisers der Ming-Dynastie durch einen bestimmten Tee von einer Krankheit geheilt wurde und der Kaiser aus Dankbarkeit große rote Gewänder um die vier Büsche, von denen dieser Tee stammte, legte. Eine andere Legende besagt, dass ein junger Mann, der vor einer Beamtenprüfung stand, in einem Kloster durch einen Tee kuriert wurde, an der Prüfung teilnehmen konnte und ein ausgezeichnetes Prüfungsergebnis erzielte. Als hoher Beamter kehrte er zum Kloster zurück, ließ sich die Teepflanze zeigen und legte dieser seine vom Kaiser geschenkte rote Robe um.
Die Teesorte zählt zu den „Vier berühmten Teebüschen“ des Wuyi-Gebirges im Nordwesten der Provinz Fujian und somit zu den ursprünglichen Teepflanzen, aus deren Blättern Oolong-Tee gewonnen wird.

## Marktwert
Es gibt heute nur noch sechs Mutterpflanzen, die über 350 Jahre alt sind und auf einem Felsen im Wuyi-Gebirge stehen. Der Überlieferung nach stammen diese aus der Song-Dynastie und haben bis heute überlebt. Diese sechs Mutterpflanzen werden allgemein hochverehrt. Da von diesen Mutterpflanzen jährlich nur einige Hundert Gramm Da Hong Pao geerntet und zu Tee verarbeitet werden können, ist dieser Felsentee sehr kostbar.
Die ersten und zweiten Blätter des Da Hong Pao, die kraftvollste und süßeste Ernte, verkauft sich auf dem privaten Markt weltweit als der teuerste Tee. Bei mehreren Tausend Dollar pro Unze ist der Da Hong Pao vielfach wertvoller als Gold. Der Da Hong Pao kann bis zu 982.252 Euro pro Kilogramm oder 33.963 Euro pro Unze kosten. 1998 wurden auf einer Auktion 20 g Da Hong Pao von einer der Mutterpflanzen für 156.800 Yuan (ca. 21.588 Euro) ersteigert.
In den letzten Jahren investierten einige Unternehmen in die Vermarktung dieses Tees sowie in andere sogenannte „Handwerker-Tees“, die in der Regel von sehr hoher Qualität sind und eine reichhaltige Geschichte haben, wie es beim Da Hong Pao der Fall ist. Diese Tees verursachen anfänglich hohe Produktionskosten und werden typischerweise nur dann als authentisch angesehen, wenn sie an ihrem Herkunftsort angebaut werden. Da sie in den westlichen Ländern schnell populär geworden sind, können jedes Jahr ausgewählte Tee-Sorten angeboten werden, wobei wegen der erhöhten Beliebtheit auf eine gleichbleibende Tee-Qualität geachtet wird.
Ableger aus den ursprünglichen Pflanzen wurden verwendet, um ähnliche Tee-Sorten aus genetisch identischen Pflanzen herzustellen. Geschmacksvariationen, die durch Verarbeitung, Unterschiede im Boden und der Standorte dieser späteren Generationspflanzen entstanden, werden verwendet, um die Qualität der verschiedenen Da Hong Paos einzustufen.
Aufgrund seiner hohen Qualität wird der Da Hong Pao in der Regel für speziell geehrte Gäste in China reserviert.

## Zubereitung
Da Hong Pao wird traditionell als Oolong-Tee zubereitet. Für 300 ml Teewasser werden vier bis fünf Gramm Da Hong Pao verwendet. Da der erste Aufguss als unrein betrachtet wird, wird dieser nur wenige Sekunden gehalten und dann weggegossen. Erst nach weiteren Aufgüssen entfalten Da Hong Paos ihr volles Aroma. Die Ziehzeit beträgt bei einer Wassertemperatur von 100 °C ein bis zwei Minuten. Der Tee kann neunmal aufgegossen werden.